# Žydrūnas Karčemarskas
Žydrūnas «Karce» Karčemarskas (Alytus, Lituania, 24 de mayo de 1983) es un exfutbolista lituano que se desempeñaba como portero. Su último equipo fue el Osmanlıspor de Turquía.
En agosto de 2019 anunció su retirada como futbolista profesional.

## Clubes
| Club              | País     | Año         |
| ----------------- | -------- | ----------- |
| Dainava Alytus    | Lituania | 2000        |
| FK Žalgiris Vilna | Lituania | 2001        |
| Dinamo Moscú      | Rusia    | 2002 - 2010 |
| Gaziantepspor     | Turquía  | 2010 - 2016 |
| Osmanlıspor       | Turquía  | 2016 - 2019 |

## Selección nacional
Ha sido internacional con la selección de fútbol de Lituania, ha jugado 66 partidos internacionales por dicho seleccionado.